# Un secret
Un secret is een Franse film uit 2007 onder regie van Claude Miller. Het is een bewerking van de gelijknamige autobiografische roman (in de Nederlandse vertaling Een geheim) van Philippe Grimbert, die gepubliceerd werd in 2004.

## Verhaal
De Franse jongen Phillipe Grimbert, van Joodse afkomst, groeit op bij zijn ouders Maxime en Tania. In tegenstelling tot zijn ouders en tot Maxime's teleurstelling is François niet erg goed in sport en heeft hij een zwakke gezondheid. Maxime en Tania houden voor hem geheim dat Maxime eerder getrouwd is geweest met Hannah, de schoonzus van Tania, met haar een zoon had genaamd Simon, en dat Hannah en Simon in de Holocaust zijn omgekomen. Hannah was de zus van Tania's man Robert, die ook in de oorlog is omgekomen. Maxime voelde zich al tot Tania aangetrokken toen hij nog met Hannah getrouwd was. Als daad van verzet tegen haar man, of als wanhoopsdaad, heeft Hannah bij een controle niet haar valse paspoort maar haar echte laten zien, waarin aangegeven stond dat zij Jood was. Dit heeft ertoe geleid dat ze met Simon naar het concentratiekamp Auschwitz is afgevoerd, waar ze de dag na aankomst zijn vergast.

## Rolverdeling
- Cécile de France: Tania
- Patrick Bruel: Maxime
- Ludivine Sagnier: Hannah
- Julie Depardieu: Louise
- Mathieu Amalric: Philippe (37 jaar)
- Nathalie Boutefeu: Esther
- Yves Verhoeven: Georges
- Yves Jacques: commandant Beraud
- Sam Garbarski: Joseph
- Orlando Nicoletti: Simon (7 jaar)
- Valentin Vigourt: Philippe (7 jaar)
- Quentin Dubuis: Philippe (14 jaar)

- Robert Plagnol: Robert
- Myriam Fuks: moeder van Hannah
- Michel Israel: vader van Hannah
- Justine Jouxtel: Rebecca
- Timothée Laissard: Paul
- Annie Savarin: Mathilde
- Arthur Mazet: magere leerling
- Eric Godon: Serge Klarsfeld
- Philippe Grimbert: voorbijganger
- Chantal Banlier: Maria
- Amélia Jacob: Rose

## Ontvangst
Un secret werd door filmcritici gemengd, maar over het algemeen gematigd positief, ontvangen. Enerzijds zou de film voorspelbaar zijn en een goede verhaallijn ontberen, anderzijds zou de sfeer uit de betreffende periode (rond de Tweede Wereldoorlog) goed zijn weergegeven. Op de recensieverzamelwebsite Metacritic, die een genormaliseerde score geeft op basis van meerdere recensies, kreeg de film een score van 74% procent. Volgens Dennis Harvey van het toonaangevende Amerikaanse tijdschrift Variety is Grimberts roman door Miller vakkundig samengevat in een "gelikt [en] overtuigend mozaïek van korte scènes". Peter Bradshaw, recensent van The Guardian, brandde de film daarentegen tot de grond toe af en noemde het een "verwarrende, pretentieuze flop".
De film werd in Frankrijk redelijk goed bezocht, met een bezoekersaantal dat opliep tot meer dan anderhalf miljoen. In de Verenigde Staten bracht Un secret bijna 600.000 dollar op.